# Giedre Purvaneckiene
Giedre Purvaneckiene (Kaunas, 8 de marzo de 1945), es una física, profesora y política lituana. 

## Biografía
Después de graduarse de la escuela secundaria Salomėja Nėris Vilnius, completó sus estudios de diploma en física en la Universidad de Vilna en 1968. Entre 1968 y 1973, Purvaneckiene trabajó como investigador junior para la Academia de Ciencias de Lituania.
Hasta 2015 fue líder adjunta del partido Partido Socialdemócrata Lituano, diputada de Algirdas Butkevičius.
Desde 1995 es profesora en la Universidad de Vilna.
Ha publicado más de 50 publicaciones científicas en Lituania y en el extranjero.